# Валиков, Фёдор Михайлович
Фёдор Михайлович Валиков (13 декабря 1926, Красноярск, Сибирский край — 13 октября 1999, Москва) — советский и российский актёр театра и кино.

## Биография
Родился 13 декабря 1926 года в Красноярске.
Призван в 1943 году в Красную армию Коченевским РВК Новосибирской области.
Участник Великой Отечественной войны — воевал миномётчиком в 3-м мотострелковом батальоне, 35-й механизированной Слонимско-Померанской Краснознаменной, орденов Суворова и Кутузова бригады. Принимал участие во взятии Берлина. 22 апреля 1945 г. в бою на подступах к Берлину заменил раненого наводчика миномёта, был сам ранен, но не покинул место боя и продолжал вести огонь. Подавил 4 пулемётные точки, вывел из строя пушку врага, истребил 23 гитлеровца.Награждён за этот бой орденом Славы 2-й степени. 
Служил в Новосибирском и Ташкентском ТЮЗах, Дзержинском драматическом театре, «Современнике», в последние годы — в Театре-центре им. М. Н. Ермоловой.
Скончался 13 октября 1999 года в Москве. Похоронен на Перепечинском кладбище (уч. 30).

## Творчество

### Роли в театре
Дзержинский драматический театр
- «Аленький цветочек» — Баба Яга

Театр-центр им. М. Н. Ермоловой
- «Плохая квартира»
- «Репетиция комедии Мольера „Дон Жуан“»

### Фильмография
| Год       |   | Название                                               | Роль |
| --------- | - | ------------------------------------------------------ | --- |
| 1973      | ф | Высокое звание: фильм 1: Я — Шаповалов Т. П.           | эпизод |
| 1973—1983 | с | Вечный зов                                             | Евсей Галаншин                                                                                                  |
| 1974      | ф | Домби и сын (фильм-спектакль, 3 серии)                 | Тудль, кочегар на паровозе, муж Поли                                                                            |
| 1975      | ф | Победитель                                             | робкий крестьянин                                                                                               |
| 1976      | ф | Золотая речка                                          | эпизод |
| 1976      | ф | Иван Фёдорович Шпонька и его тётушка (фильм-спектакль) | Иван Иванович, помещик                                                                                          |
| 1976      | ф | Обелиск                                                | дядька Евмен |
| 1976      | ф | Степной король Лир (фильм-спектакль)                   | священник |
| 1978      | ф | Искушение                                              | Прокофий |
| 1978      | ф | Кузен Понс (фильм-спектакль)                           | Ремонанк |
| 1979      | ф | Аллегро с огнём                                        | Чалый, мичман                                                                                                   |
| 1980      | ф | Следствие ведут ЗнаТоКи : Дело № 15 Ушёл и не вернулся | Пётр Иванович Зурин                                                                                             |
| 1981      | ф | Дядюшкин сон (фильм-спектакль, 2 серии)                | Пахомыч, слуга князя                                                                                            |
| 1981      | ф | Мы не увидимся с тобой (фильм-спектакль)               | шофёр Василий Иванович                                                                                          |
| 1981      | ф | Прощание                                               | Яков |
| 1981      | ф | Россия молодая (1-я, 2-я, 4-я и 7-я серии)             | дед Фёдор |
| 1983      | ф | Люблю. Жду. Лена                                       | Харитон |
| 1984      | ф | Зелёный остров                                         | Имя персонажа не указано                                                                                        |
| 1985      | ф | Любимец публики                                        | эпизод |
| 1985      | ф | Тревоги первых птиц                                    | Иванёнок |
| 1986      | ф | В распутицу                                            | эпизод |
| 1986      | ф | Сентиментальное путешествие на картошку                | дед Серёга, хозяин дома                                                                                         |
| 1986      | ф | Степная эскадрилья                                     | Семён |
| 1988      | ф | Гулящие люди                                           | тюремный сторож                                                                                                 |
| 1989      | ф | Ванька-Встанька                                        | Имя персонажа не указано                                                                                        |
| 1989      | ф | Из жизни Фёдора Кузькина                               | дед Филат |
| 1989      | ф | Счастливчик                                            | эпизод |
| 1990      | ф | Аферисты                                               | пенсионер |
| 1990      | ф | Очищение                                               | дьякон |
| 1991      | ф | Семнадцать левых сапог                                 | Сидор Иванович                                                                                                  |
| 1991      | ф | Тёмные аллеи                                           | Имя персонажа не указано                                                                                        |
| 1991      | ф | Умирать не страшно                                     | дворник |
| 1991      | ф | Шкура                                                  | старичок (пожертвовавший бутылку вина «для развития науки», «Только не говорите, от кого — пущай развивается!») |
| 1992      | ф | Хэлп ми                                                | дядя Миша, швейцар в ресторане                                                                                  |
| 1993      | ф | Раскол                                                 | эпизод |
| 1995      | ф | Мещерские                                              | эпизод |
| 1995      | ф | Ералаш                                                 | Дед с козой (серия «Крутые парни»)                                                                              |
| 1997      | ф | Сирота казанская                                       | сторож |
| 1998      | ф | Му-Му                                                  | Имя персонажа не указано                                                                                        |
| 1998      | с | На ножах                                               | эпизод |

## Награды
- орден Отечественной войны II степени (6.4.1985)
- орден Славы 3 степени (24.2.1945)
- орден Славы 2 степени (11.5.1945)
- Медаль «За отвагу» (23.5.1945; был представлен к ордену Красной Звезды)